# Пітер Л Херд

## Пітер Л. Херд
Пітер Л. Херд — науковець, який спеціалізується на біології. Він є доцентом відділу біокогніції кафедри психології та Центру нейронаук Університету Альберти. Головна мета його досліджень - це вивченні еволюції агресивної поведінки, включаючи дослідження агресії, спілкування та іншої соціальної поведінки, яка має місце між тваринами з суперечливими інтересами. Одним із основних інструментів для цього дослідження є математичне моделювання (генетичні алгоритми та теорія ігор - головним чином). Чому та як процес статевої диференціації породжує індивідуальні відмінності в соціальній поведінці, теж цікавить Пітера.
Херд провів дослідження щодо співвідношення пальців, яке свідчить про позитивну кореляцію у чоловіків між агресивною схильністю та співвідношенням довжини безіменного пальця до вказівного. Вони привернули значну увагу ЗМІ, про них повідомили BBC, The New York Times, Discover Magazine [3] Scientific American Mind National Geographic і Джей Лено.

## Дослідження

### Еволюція сигналізації тварин
Деякі з найбільш цитованих статей Херда стосуються еволюції шлюбних проявів, зокрема ідеї про те, що статево відібрані риси еволюціонували, щоб використовувати раніше існуючі упередження в сенсорних системах або системах розпізнавання їх приймачів, а не бути неповноцінними проявами. Херд виступає проти принципу обмеження спілкування тварин, демонструючи еволюційну стабільність звичайних проявів загрози (не пов’язаних з обмеженнями) за допомогою ігрових теоретичних моделей. Додаючи емпіричну підтримку цій теоретичній роботі, Херд також стверджував, що прояв загрози у птахів і прояв голови у ящірки Anolis carolinensis є звичайними сигналами, а не недоліками. Херд пояснює перевагу моделей інвалідності в біології використанням простих сигнальних ігор, які не здатні змоделювати звичайну сигналізацію.

### Агресивність
Херд класифікував моделі бойової поведінки на ті, що обумовлені: 1) бойовими здібностями (він же потенціал утримання ресурсів), 2) сприйнятою цінністю перемоги та 3) агресивністю, і стверджує, що якщо варіація останньої риси - агресивності - існує в біологічно значущий спосіб, його слід закріпити на все життя на ранній стадії розвитку. Багато досліджень як на людях, так і на тваринах свідчать про те, що міжіндивідуальні варіації агресивності дорослих значною мірою організовані пренатальним впливом андрогенів. Співвідношення цифр (2D:4D, відношення довжини вказівного до безіменного пальців) широко використовується як проксі-міра пренатального впливу тестостерону. Херд продемонстрував, що чоловіки з більш жіночим типовим співвідношенням цифр демонструють меншу агресивну тенденцію, ніж чоловіки з більш чоловічим співвідношенням цифр.

### Розрядне співвідношення
Серед інших своїх досліджень співвідношення пальців Херд продемонстрував, що, незважаючи на відсутність різниці у співвідношенні пальців між статями у більшості лабораторних мишей, дитинчата, які вагітніли поруч із братами, мають більший коефіцієнт пальців, ніж ті, чиї сусіди по матці були сестрами, і що великі відмінності у співвідношеннях цифр між популяціями можна пояснити правилом Аллена та правилом Бергмана.

## Академічна історія
Під сильним впливом анархо-панк-руху та таких впливів, як Джонатан Козол і школа Саммергілла А. С. Нілла, у дитинстві Херд був захопленим членом студентської групи безкоштовних шкіл, але без ентузіазму відвідував середню школу Colonel By. Потім він отримав ступінь бакалавра в Карлтонському університеті, Канада в 1990 році, а потім ступінь магістра в 1993 році в Університеті Саймона Фрейзера. Він переїхав до Швеції, щоб отримати ступінь доктора філософії в Стокгольмському університеті (присуджено в 1997 році), а потім вступити на постдокторську стипендію з Майком Райаном в Техаському університеті. Потім Херд став викладачем Техаського університету в 2000 році до 2001 року, коли він переїхав до Університету Альберти, Канада, як доцент. У 2007 році Херд отримав звання доцента.